# Zelena stranka (Urugvaj)
Zelena stranka (špa. Partido Verde Eto-Ecologista) bila je mala urugvajska politička stranka osnovana 1987., a raspuštena 2009. godine. Dugogodišnji vođa i predsjednik stranke bio je psiholog Dr. Rodolfo Tálice, koji je i dva puta izlazio na izbore kao predsjednički kandidat.
Na općim izborima 1989. stranka je osvojila 10.835 glasova (0,53%), a na izborima 1994. 5.498 glasova (0,25%).
Unatoč slaboj podršci građana, stranka je djelovala sve do 2009. godine te je do gašenja redovito izlazila na izbore, uvijek s manje od polupostotnom podrškom. Nakon gašenja, veći dio pripadnika stranke učlanio se u Građanski savez ili Narodnu stranke.

### Predsjednici
1. Rodolfo Tálice (1987. – 2000.)[1]
2. Raúl Piaggio (1999. – 2004.)
3. Álvaro Martínez Silva (2004. – 2008.)
4. Carlos Binnes (2009.)